# Anthopleura kurogane
Anthopleura kurogane is een zeeanemonensoort uit de familie Actiniidae.
Anthopleura kurogane is voor het eerst wetenschappelijk beschreven door Uchida & Muramatsu in 1958.